# Landres-et-Saint-Georges
Landres-et-Saint-Georges är en kommun i departementet Ardennes i regionen Grand Est (tidigare regionen Champagne-Ardenne) i nordöstra Frankrike. Kommunen ligger  i kantonen Buzancy som ligger i arrondissementet Vouziers. År 2022 hade Landres-et-Saint-Georges 68 invånare.

## Befolkningsutveckling
Antalet invånare i kommunen Landres-et-Saint-Georges
Referens: INSEE

## Galleri

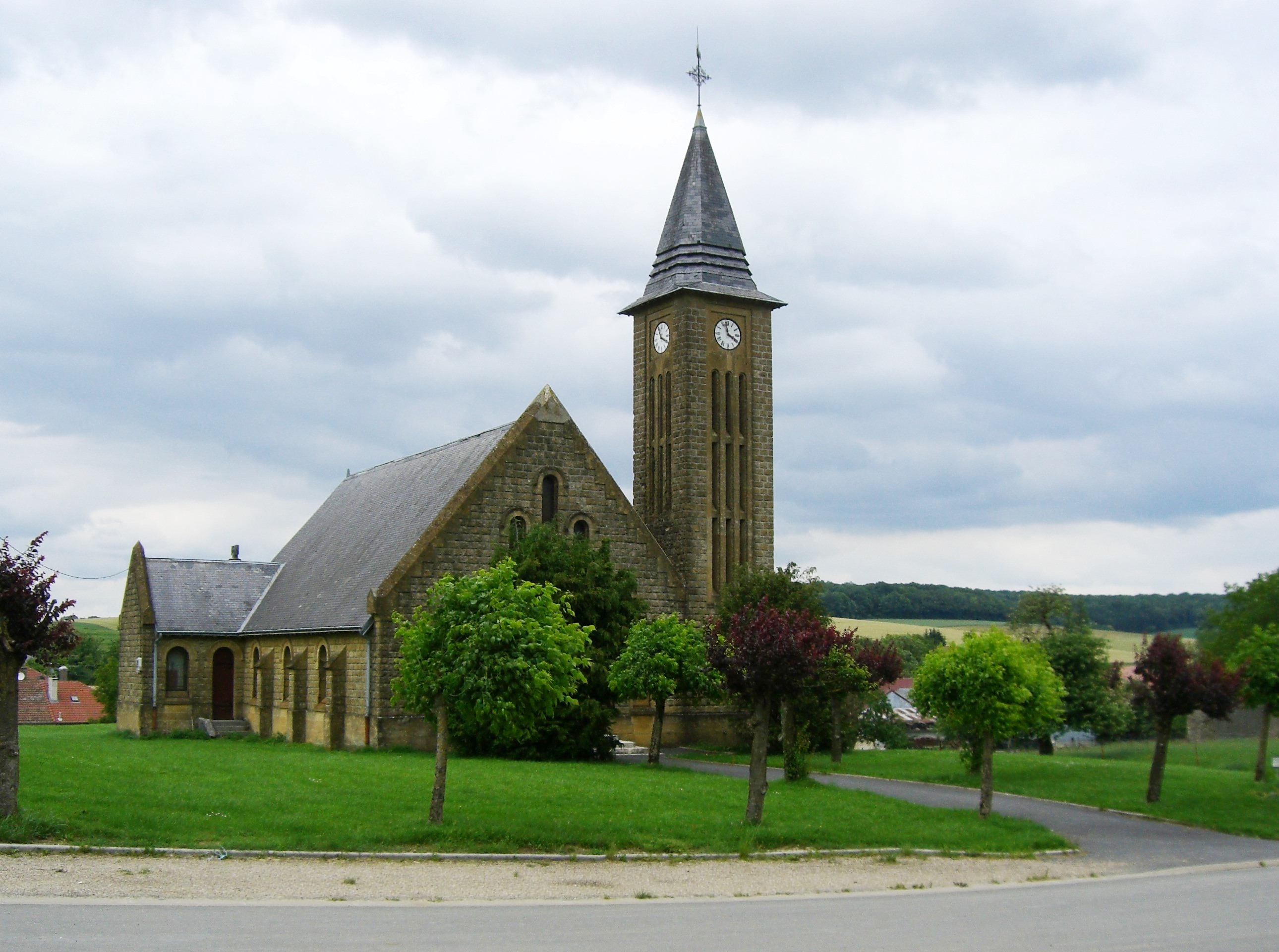